# Dwight Schultz
William Dwight Schultz, född 24 november 1947 i Baltimore, Maryland, är en amerikansk TV- och filmskådespelare.

## Biografi
Schultz mest kända roll är i TV-serien The A-Team, där han spelade Captain Howlin' Mad "Murdock". Han var inte påtänkt i rollen från början, men efter att Schultz insisterat och provfilmat ett par gånger så valde de ansvariga till slut honom. Schultz firade lite av en comeback genom rollen som den något blyge men kompetente Reginald Barclay i den populära TV-serien Star Trek: The Next Generation.
År 1983 gifte han sig med skådespelaren Wendy Fulton och de har en dotter ihop som heter Ava.

## Filmografi (urval)

### Filmer
| År   | Titel                                     | Roll                  | Info |
| ---- | ----------------------------------------- | --------------------- | --- |
| 1981 | The Fan                                   | Director              | |
| 1982 | Alone in the Dark                         | Dr. Dan Potter        | |
| 1989 | Fat Man and Little Boy                    | J. Robert Oppenheimer | |
| 1990 | The Long Walk Home                        | Norman Thompson       | Nominated-Blockbuster Entertainment Award for Best Supporting Actor Nominated-Saturn Award for Best Director |
| 1993 | The Temp                                  | Roger Jasser          | |
| 1995 | Enola Gay and the Atomic Bombing of Japan | Berättare (röst)      | |
| 1996 | Star Trek: First Contact                  | Reginald Barclay      | |
| 1999 | The First Men on the Moon                 | Olika roller          | |
| 2007 | Ben 10: Secret of the Omnitrix            | Dr. Animo (röst)      | |
| 2010 | The A-Team                                | German Doctor #1      | |
| 2012 | Ben 10: Destroy All Aliens                | Dr. Animo (röst)      | |

### TV-serier
| År        | Titel                                  | Roll                              | Info |
| --------- | -------------------------------------- | --------------------------------- | --- |
| 1981      | Thin Ice                               | Mr. Ritchie                       | |
| 1981      | Dial 'M' for Murder                    | TV Director                       | |
| 1981      | Bitter Harvest                         | Schlatter                         | |
| 1983      | When Your Lover Leaves                 | Richard Reese                     | |
| 1983–1987 | The A-Team                             | 'Howling Mad' Murdock             | 97 avsnitt                                                                                                |
| 1987–1989 | Perry Mason                            | Andrew Lloyd och Tony Franken     | |
| 1990      | A Killer Among Us                      | Clifford Gillette                 | |
| 1992      | Last Wish                              | Ed Edwards                        | |
| 1992      | Woman with a Past                      | Mick                              | |
| 1992      | Child of Rage                          | Rob Tyler                         | |
| 1993      | Victim of Love: The Shannon Mohr Story | Dave Davis                        | |
| 1994      | Babylon 5                              | Amis                              | "The Long Dark"                                                                                           |
| 1990–1994 | Star Trek: The Next Generation         | Reginald Barclay                  | "Hollow Pursuits" "Nth Degree" "Realm of Fear" "Ship in a Bottle" "Genesis"                               |
| 1994      | Menendez: A Killing in Beverly Hills   | Dr. Jerome Oziel                  | |
| 1995      | Diagnosis: Murder                      | Dr. Gavin Reed / Dr. Henry Wexler | "Naked Babes" "Delusions of Murder"                                                                       |
| 1996      | Hart to Hart: Till Death Do Us Hart    | Peter Donner                      | |
| 1998      | Stargate SG-1                          | The Keeper                        | "The Gamekeeper"                                                                                          |
| 1999      | The Chimp Channel                      | Stan (röst)                       | |
| 1999–2000 | Family Guy                             | Randall Fargus / Clerk            | "Running Mates" "The King Is Dead"                                                                        |
| 1995–2001 | Star Trek: Voyager                     | Reginald Barclay                  | "Projections" "Pathfinder" "Inside Man" "Life Line" "Author, Author" "Endgame, Part I" "Endgame, Part II" |

### Animerat
| År | Titel                                | Roll | Info |
| -- | ------------------------------------ | ---- | ---- |
|    | Vampire Hunter D: Bloodlust          |      |      |
|    | Ninja Scroll: The Series             |      |      |
|    | The Wild Thornberrys                 |      |      |
|    | Family Guy                           |      |      |
|    | Johnny Bravo                         |      |      |
|    | Grim & Evil                          |      |      |
|    | Spawn: The TV Series                 |      |      |
|    | Princess Mononoke                    |      |      |
|    | Reign: The Conquerer                 |      |      |
|    | Golgo 13: Queen Bee                  |      |      |
|    | The Animatrix                        |      |      |
|    | Van Helsing: The London Assignment   |      |      |
|    | The Chronicles of Riddick: Dark Fury |      |      |